# Ahuatepec, Jáltipan
Ahuatepec är en ort i Mexiko.   Den ligger i kommunen Jáltipan och delstaten Veracruz, i den sydöstra delen av landet, 500 km öster om huvudstaden Mexico City. Ahuatepec ligger 32 meter över havet och antalet invånare är 498.
Terrängen runt Ahuatepec är huvudsakligen mycket platt. Ahuatepec ligger uppe på en höjd. Runt Ahuatepec är det ganska glesbefolkat, med 29 invånare per kvadratkilometer. Närmaste större samhälle är Hidalgotitlán, 3,0 km öster om Ahuatepec. Omgivningarna runt Ahuatepec är en mosaik av jordbruksmark och naturlig växtlighet.